# Hamilton Sabot
Hamilton Sabot (Cagnes-sur-Mer, 31 maggio 1987) è un ginnasta francese.

## Palmarès
- Giochi olimpici

Londra 2012: bronzo nelle parallele simmetriche.
- Europei

Birmingham 2010: bronzo nelle parallele simmetriche.
- Giochi del Mediterraneo

Pescara 2009: argento nel cavallo con maniglie, argento nel concorso a squadre, bronzo nel concorso individuale, bronzo nella sbarra.